# Веласкес, Жулиана
Жулиана Веласкес Тонассе (порт. Juliana Velasquez Tonasse; род. 19 октября 1986, Рио-де-Жанейро) — бразильский боец смешанных единоборств. Чемпионка Bellator MMA в наилегчайшем весе (2020—2022).

## Биография
Родилась 19 октября 1986 года в Рио-де-Жанейро.
В 4 года начала заниматься дзюдо. С 15 лет участвовала в крупных соревнованиях. В 2010—2011 годах дважды была призёром южноамериканских соревнований. Не сумев занять место в олимпийской сборной Бразилии по дзюдо, в 2014 году в возрасте 28 лет она перешла в смешанные единоборства.
В 2017 году подписала контракт с Bellator. В декабре 2020 года завоевала чемпионский пояс в наилегчайшем весе, победив Илиму-Лей Макфарлейн. В июле 2021 года защитила титул в бою с Дениз Килхольц. В апреле 2022 года утратила чемпионский пояс, проиграв Лиз Кармуш.

## Статистика в смешанных единоборствах
| Боёв 14  | Побед 12 | Поражений 2 |
| -------- | -------- | ----------- |
| Нокаутом | 4        | 1           |
| Сдачей   | 1        | 1           |
| Решением | 7        | 0           |

| Результат | Рекорд | Соперник             | Способ                                | Турнир                         | Дата            | Раунд | Время | Место                    | Примечание                                              |
| --------- | ------ | -------------------- | ------------------------------------- | ------------------------------ | --------------- | ----- | ----- | ------------------------ | ------------------------------------------------------- |
| Поражение | 12–2   | Лиз Кармуш           | Сдача (рычаг локтя)                   | Bellator 289                   | 9 декабря 2022  | 2     | 4:24  | Анкасвилл, США           | Бой за чемпионский пояс в наилегчайшем весе.            |
| Поражение | 12–1   | Лиз Кармуш           | Технический нокаут (удары локтями)    | Bellator 278                   | 22 апреля 2022  | 4     | 4:47  | Гонолулу, США            | Проиграла чемпионский пояс в наилегчайшем весе.         |
| Победа    | 12-0   | Дениз Килхольц       | Решение (раздельно)                   | Bellator 262                   | 16 июля 2021    | 5     | 5:00  | Анкасвилл, США           | Первая защита титула.                                   |
| Победа    | 11-0   | Илима-Лей Макфарлейн | Решение (единогласно)                 | Bellator 254                   | 10 декабря 2020 | 5     | 5:00  | Анкасвилл, США           | Выиграла чемпионский пояс в наилегчайшем весе.          |
| Победа    | 10-0   | Бруна Эллен          | Решение (единогласно)                 | Bellator 236                   | 21 декабря 2019 | 3     | 5:00  | Гонолулу, США            |                                                         |
| Победа    | 9-0    | Кристина Уильямс     | Технический нокаут (удары)            | Bellator 224                   | 12 июля 2019    | 2     | 4:03  | Такервилл, США           |                                                         |
| Победа    | 8-0    | Алехандра Лара       | Решение (раздельно)                   | Bellator 212                   | 14 декабря 2018 | 3     | 5:00  | Гонолулу, США            |                                                         |
| Победа    | 7-0    | Ребекка Рут          | Нокаут (удар в корпус)                | Bellator 197                   | 13 апреля 2018  | 3     | 0:19  | Сент-Чарльз, США         |                                                         |
| Победа    | 6-0    | На Лян               | Сдача (рычаг локтя)                   | Bellator 189                   | 1 декабря 2017  | 2     | 0:32  | Такервилл, США           | Перешла в наилегчайший вес.                             |
| Победа    | 5-0    | Тайнна Тайгма        | Решение (единогласно)                 | IKombat 1                      | 12 ноября 2016  | 3     | 5:00  | Гуарульюс, Бразилия      |                                                         |
| Победа    | 4-0    | Элейн Альбукерке     | Нокаут (удары)                        | 1° Round Combat 2              | 6 мая 2016      | 1     | 3:55  | Натал, Бразилия          | Defended 1RC Vacant Bantamweight Championship.          |
| Победа    | 3-0    | Рози Дуарте          | Технический нокаут (остановка врачом) | 1° Round Combat                | 6 декабря 2015  | 5     | 4:07  | Форталеза, Бразилия      | Won the inaugural 1RC Vacant Bantamweight Championship. |
| Победа    | 2-0    | Талита Бернардо      | Решение (единогласно)                 | Face to Face 11                | 24 апреля 2015  | 3     | 5:00  | Рио-де-Жанейро, Бразилия |                                                         |
| Победа    | 1-0    | Присцила де Соуза    | Решение (единогласно)                 | Team Nogueira MMA Fight Live 4 | 4 декабря 2014  | 3     | 5:00  | Рио-де-Жанейро, Бразилия | Bantamweight debut.                                     |